# Миш хумкаш
Миш хумкаш (лат. Mus spicilegus) је сисар из реда глодара (Rodentia) и породице мишева (Muridae).

## Распрострањење
Врста је присутна у Албанији, Аустрији, Босни и Херцеговини, Бугарској, Грчкој, Мађарској, Македонији, Молдавији, Румунији, Русији, Словачкој, Словенији, Србији, Украјини, Хрватској, Црној Гори и Чешкој.

## Станиште
Насељен је пре свега у травним стаништима и агроекосистемима. Прави хумке у којима се налазе одаје за боравак као и складишта зрнасте хране.

## Угроженост
Ова врста није угрожена, и наведена је као последња брига јер има широко распрострањење.

### Популациони тренд
Популација ове врсте се смањује, судећи по расположивим подацима.